# Eragrostis botryodes
Eragrostis botryodes är en gräsart som beskrevs av Clayton. Eragrostis botryodes ingår i släktet kärleksgrässläktet, och familjen gräs. Inga underarter finns listade i Catalogue of Life.